# Magyar Regionális Tudományi Társaság
A Magyar Regionális Tudományi Társaság (rövidítve: MRTT) egy független magyar civil szervezet, a magyar regionális tudomány szakmai fóruma. A területi kutatással, fejlesztéssel, irányítással foglalkozó szakembereket fogja össze. Folyóirata az 1987 óta negyedévenként megjelenő Tér és Társadalom.

## Székhelye
A Társaság székhelye: 7621 Pécs, Papnövelde u. 22. Magyar Tudományos Akadémia Regionális Kutatások Központja.

## Céljai
- A regionális tudomány művelőinek szakmai fórumot teremteni.
- Bekapcsolódni a regionális tudomány nemzetközi szervezeteibe.
- Hidat létesíteni a tudomány hazai és nemzetközi fórumai között.
- Kapcsolatot építeni a regionális tudomány kutatóhelyei, felsőoktatási műhelyei, valamint a regionális politika alakítói, gyakorlati szakemberei között.
- Támogatni a hazai és a Kárpát-medencei regionális kutatásokat, valamint azok eredményeinek terjesztését, felhasználását.
- Terjeszteni a regionalizmus és a decentralizáció európai eszmeiségét.

## Tagsága
A társaság tagjainak száma több mint  300 főt, közülük 100 fő a határon túli regionális műhelyeket képviseli. A tagdíjat  megfizető tagok a Tér és Társadalom c. folyóiratot  térítésmentesen kapják.

## Szervezete
A társaság regionális alapon szerveződik. Az MRTT a magyarországi tudományos közösség és a határon túli magyarság érdekében tizenhárom tagozatot működtet. Az MRTT egyúttal az Európai Regionális Tudományi Társaság (ERSA) magyar tagozataként működik. A társaság legfőbb szerve a közgyűlés. Az MRTT ügyintéző, képviselő és végrehajtó szerve az elnökség.
- Elnök: Gál Zoltán, a földrajztudomány kandidátusa, egyetemi tanár, Kaposvári Egyetem, tudományos főmunkatárs, MTA KRTK Regionális Kutatások Intézete, Pécs
- Tiszteletbeli elnök: Rechnitzer János, az MTA doktora (földrajztudomány), egyetemi tanár, doktori iskola vezető, Széchenyi István Egyetem, Győr
- Titkár: Rácz Szilárd, PhD (regionális tudomány), tudományos titkár, MTA KRTK Regionális Kutatások Intézete, Pécs
- Alelnök: Nagy Imre, PhD (földrajztudomány), egyetemi tanár, Újvidéki Egyetem, Újvidék
- Alelnök: Szabó Pál, PhD (földrajztudomány), egyetemi docens, ELTE TTK Regionális Tudományi Tanszék, Budapest
- Alelnök: Varga Attila, az MTA doktora (közgazdaságtudomány), egyetemi tanár, doktori iskola vezető, Pécsi Tudományegyetem, Pécs

### Elnökségi tagok
- Dusek Tamás, PhD (földrajztudomány), tanszékvezető egyetemi tanár, Széchenyi István Egyetem, Győr
- Fábián Attila, a műszaki tudományok kandidátusa, egyetemi tanár, dékán, Nyugat-magyarországi Egyetem, Sopron
- Józsa Viktória, PhD (regionális tudomány), ügyvezető, NORD CONSULT Kft., Budapest
- Káposzta József, a közgazdaság-tudomány kandidátusa, egyetemi docens, dékán, Szent István Egyetem, Gödöllő
- Lengyel Balázs, PhD (gazdálkodás- és szervezéstudományok), tudományos munkatárs, Lendület kutatócsoport-vezető, MTA KRTK Közgazdaság-tudományi Intézet, Budapest
- Mezei Katalin, PhD (közgazdaságtudomány), egyetemi docens, Széchenyi István Egyetem, Mosonmagyaróvár
- Csomós György (póttag), PhD (földrajztudomány), főiskolai tanár, Debreceni Egyetem, Debrecen

### Számvizsgáló Bizottság
- Elnök: Tóth Tamás, PhD (gazdálkodás- és szervezéstudományok), egyetemi tanár, rektorhelyettes, Szent István Egyetem, Gödöllő
- Kovács Sándor Zsolt, tudományos segédmunkatárs, MTA KRTK Regionális Kutatások Intézete, Pécs
- Kuttor Dániel, PhD (gazdálkodás- és szervezéstudományok), tanszékvezető egyetemi docens, Miskolci Egyetem, Miskolc
- Csáfor Hajnalka (póttag), PhD (gazdálkodás- és szervezéstudományok), intézetigazgató főiskolai docens, Eszterházy Károly Főiskola, Eger

## A Magyar Regionális Tudományi Társaság tagozatainak vezetői

### Regionális tagozatok
- Dél-alföldi tagozat: Kárpáti József, PhD (közgazdaságtudomány), a KSH főosztályvezetője (Budapest), Kecskemét
- Dél-dunántúli tagozat: Bokor Béla, PhD (földrajztudomány), elnök, Határokon Túli Magyarságért Alapítvány, Pécs
- Észak-alföldi tagozat: Pénzes János, PhD (földtudományok), egyetemi adjunktus, Debreceni Egyetem, Debrecen
- Észak-magyarországi tagozat: Kocziszky György, közgazdaság-tudomány kandidátusa, egyetemi tanár, Miskolci Egyetem, Miskolc
- Közép-dunántúli tagozat: Molnár Tamás, PhD (közgazdaságtudomány), egyetemi docens, Pannon Egyetem, Veszprém
- Közép-magyarországi tagozat: Nagyné Molnár Melinda, PhD (földtudományok), egyetemi docens, Szent István Egyetem, Gödöllő
- Nyugat-dunántúli tagozat: Tóth Balázs István, PhD (gazdálkodás- és szervezéstudományok), egyetemi adjunktus, Nyugat-magyarországi Egyetem, Sopron

### Határon túli tagozatok
- Kárpátalja: Kiss Éva, PhD, tanszékvezető egyetemi tanár, Ungvári Nemzeti Egyetem Magyar Tannyelvű Humán- és Természettudományi Kar Magyar Történelem és Európai Integráció Tanszék, Ungvár
- Közép-Erdély: Benedek József, PhD (földrajztudomány), az MTA külső tagja, egyetemi tanár, Babeş –Bolyai Tudományegyetem Földrajztudományi Kar, Kolozsvár
- Nyugat-Szlovákia: Lelkes Gábor, PhD (gazdaságtudomány), Fórum Társadalomtudományi Intézet, Somorja
- Partium: Szilágyi Ferenc, PhD (földrajztudomány), egyetemi docens, Partiumi Keresztény Egyetem, Nagyvárad
- Székelyföld: Nagy Benedek, PhD (regionális tudomány), egyetemi adjunktus, Sapientia Erdélyi Magyar Tudományegyetem, Csíkszereda
- Vajdaság: Ricz András, elnök, Regionális Tudományi Társaság, Szabadka